# Up with the Birds
«Up with the Birds» —en español: «Arriba con los pájaros»— es una canción de la banda británica Coldplay. El 18 de abril, la web oficial de Coldplay había dado a conocer que el día 21 el sello discográfico lanzaría una serie limitada de discos de vinilo para celebrar y apoyar ese año el Record Store Day. Una de esas versiones es de solo 7 pulgadas de las canciones «Up with the Birds»/«U.F.O.», de los cuales sólo 2.000 copias estarían prensadas en todo el mundo.

## Lista de canciones
| 7"  |                     |          |  |
| N.º | Título              | Duración |  |
| 1.  | «Up with the Birds» | 3:47     |  |
| 2.  | «U.F.O.»            | 2:18     |  |